# Telephanus centralis
Telephanus centralis es una especie de coleóptero de la familia Silvanidae.

## Distribución geográfica
Habita en Guatemala, Costa Rica y México.